# سیلوسترو میلانی
سیلوسترو میلانی (ایتالیایی: Silvestro Milani؛ زادهٔ ۲۵ فوریهٔ ۱۹۵۸) دوچرخه‌سوار اهل ایتالیا است.